# 4854 Едскотт
4854 Едскотт (4854 Edscott) — астероїд головного поясу, відкритий 2 березня 1981 року.
Тіссеранів параметр щодо Юпітера — 3,230.